# بيل بيرد (لاعب كرة قاعدة)
بيل بيرد (بالإنجليزية: Bill Byrd)‏ هو لاعب كرة قاعدة أمريكي، ولد في 15 يوليو 1907 في كانتون في الولايات المتحدة، وتوفي في 4 يناير 1991 في فيلادلفيا في الولايات المتحدة.